# ماریون (تگزاس)
ماریون، تگزاس (به انگلیسی: Marion, Texas) یک شهر در ایالات متحده آمریکا با جمعیت ۱٬۰۹۹ نفر است که در تگزاس واقع شده‌است.

## موقعیت جغرافیایی
موقعیت جغرافیایی شهرها و مناطق اطراف به شرح زیر است: